# Cataclysta supercilialis
Cataclysta supercilialis là một loài bướm đêm trong họ Crambidae.